# Ashippun
Ashippun è un comune degli Stati Uniti d'America, situato nel Wisconsin, nella contea di Dodge.